# 伯里亚学院
伯里亚学院（英語：Berea College）是一所位於美國肯塔基州伯里亚的小型文理學院。

## 歷史
學院最早於1855年成立，為美國南部第一所種族融合且男女合校的大學。創校以來便致力於提倡受教平等權，提供貧窮但資質優秀的學生免費的大學教育。

## 校友
- 约翰·贝内特·芬恩 - 2002年諾貝爾化學獎得主
- 段崇智 - 香港中文大學校長